# پتکنان بالا
پتکنان بالا، روستایی در دهستان سیاهو بخش مرکزی شهرستان بندرعباس در استان هرمزگان ایران است.

## جمعیت
بر پایه سرشماری عمومی نفوس و مسکن در سال ۱۳۹۵، جمعیت این روستا برابر با ۲۳۶ نفر (۷۷ خانوار) بوده‌است.